# Awe Kecil
Awe Kecil is een bestuurslaag in het regentschap Simeulue van de provincie Atjeh, Indonesië. Awe Kecil telt 318 inwoners (volkstelling 2010).